# Bijlmer (gehucht)

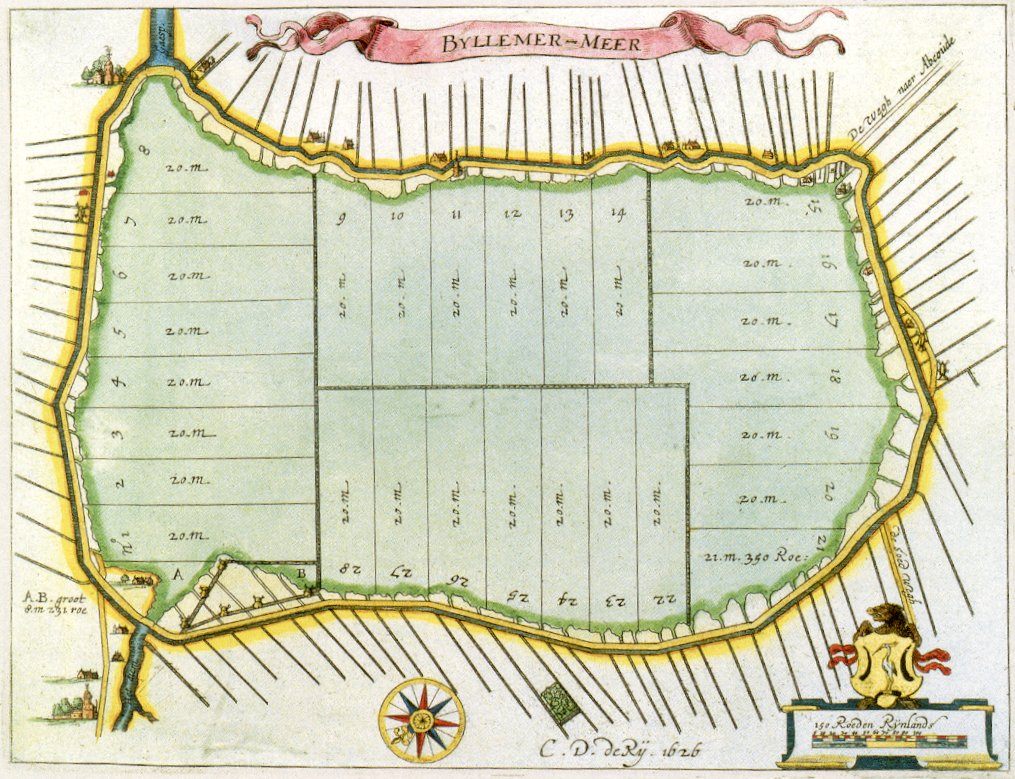
De Bijlmermeer in 1626. De kaart werd gemaakt door Cornelis Danckertsz. de Rij en was opgenomen in de Atlas Maior van Joan Blaeu. Het noordoosten waar het gehucht met het kerkje lag ligt linksonder

De Bijlmer was een gehucht ten noordoosten van het Bijlmermeer in een zeer waterrijk gebied dat lag aan het Weesperzandpad (de huidige Provincialeweg) dat al in de 16e eeuw liep van Weesp naar Amsterdam en waarvan het Zandpad Driemond een restant is. Het gehucht werd al vermeld op een kaart van 1525 van Joost Jansz.
Het gehucht met een kerkje lag ongeveer op de plaats waar nu de Bijlmerweide in het noordoosten wordt omsloten door de Provincialeweg. Het kerkje werd hoofdzakelijk gebruikt door polderjongens die in de polder werkzaam waren. In 1840 werd het kerkje afgebroken en de gevelsteen werd in de varkensschuur van de boerderij Kijkuit gemetseld. Hierop stond de naam van de schenker vermeld: C.H. Ciriagi en de datum 27 juli 1840.
Ten zuidwesten van het gehucht lag aan de Bijlmerringkade uit 1627 een buurtschap de Hoge Bijlmer met enige lintbebouwing zowel aan de water als aan de landzijde.
Tot 1846 behoorde het gehucht, na het verdwijnen van het kerkje een buurtschap, tot de gemeente Bijlmermeer en daarna tot de gemeente Weesperkarspel. In opdracht van de gemeente Amsterdam, die het gebied in 1966 zou annexeren en opspuiten voor de bouw van de Zuidoostlob, werden in de jaren 1960 de bewoners van de resterende weinige huizen, maar ook de boerderijen in de hele Bijlmermeer, door de burgemeester en de wethouder van Weesperkarspel uitgekocht en onteigend en verdween het restant van de buurtschap.